# Sous les toits de Paris
Sous les toits de Paris és una pel·lícula francesa de 1930 dirigida per René Clair. La pel·lícula va ser probablement el primer exemple francès d'una comèdia musical filmada, encara que el seu to sovint fosc la diferencia d'altres casos del gènere. Va ser la primera producció francesa de l'era del cinema sonor que va aconseguir un gran èxit internacional.

## Argument
En un barri obrer de París, l'Albert, un cantant de carrer sense diners, viu en una habitació a l'àtic. Coneix una bella noia romanesa, la Pola, i s'enamora d'ella; però no és l'únic, ja que el seu millor amic Louis i el gàngster Fred també estan sota el seu encanteri. Un vespre, la Pola no s'atreveix a tornar a casa perquè en Fred li ha robat la clau i no se sent segura. Passa la nit amb l'Albert que, sent cavaller de mala gana, dorm a terra i deixa el seu llit a la Pola. Aviat decideixen casar-se, però el destí els ho impedeix quan Émile, un lladre, diposita a l'Albert una bossa plena d'objectes robats. És descobert per la policia i l'Albert és enviat a la presó. Pola troba consol amb Louis. Més tard l'Emile es veu atrapat al seu torn i admet que l'Albert no va ser el seu còmplice, la qual cosa li val a Albert la seva llibertat. Fred s'acaba de reunir amb Pola, que s'ha barallat amb Louis, i amb una fúria gelosa pel retorn de l'Albert, Fred decideix provocar una baralla amb ganivet. Louis corre a rescatar l'Albert i els dos companys es reuneixen, però la seva amistat es veu enfosquida per la constatació que ambdós estan enamorats de Pola. Finalment l'Albert decideix cedir Pola a Louis.

## Repartiment
- Albert Préjean com Albert
- Pola Illéry com a Pola
- Edmond T. Gréville com a Louis
- Bill Bocket com Émile, el lladre
- Gaston Modot com a Fred
- Raymond Aimos com "un noi del mig"
- Thomy Bourdelle com a François
- Paul Ollivier com el client borratxo del cafè
- Jane Pierson com la dona grassa amb una bossa (sense acreditar)

## Antecedents
L'arribada del so sincronitzat al cinema a finals dels anys 20 va provocar reaccions contradictòries entre els cineastes francesos, i alguns dels mestres de la tècnica del cinema mut es van mostrar pessimistes sobre l'impacte que tindria. L'any 1927, fins i tot abans que The Jazz Singer s'hagués mostrat a París, René Clair va escriure: "No és sense estremir-se hom s'assabenta que alguns fabricants nord-americans, entre els més perillosos, veuen en les pel·lícules parlades l'entreteniment del futur i que ja estan treballant per dur a terme aquesta terrible profecia". En altres llocs, va descriure el cinema sonor com "un monstre indubtable, una creació antinatural, gràcies a la qual la pantalla esdevindria un teatre pobre, el teatre dels pobres". Va ser, doncs, una ironia que fos Clair qui produís el primer gran èxit internacional del cinema francès amb una imatge sonora a Sous les toits de Paris.
Clair va acceptar la inevitabilitat de la imatge sonora, però al principi va conservar opinions molt específiques sobre com s'havia d'integrar el so a la pel·lícula. Era reticent a utilitzar el diàleg o els efectes sonors de manera naturalista, i va sostenir que l'ús alternatiu de la imatge del subjecte i del so produït per aquest -no el seu ús simultani- creava el millor efecte.
El 1929, la companyia cinematogràfica alemanya Tobis Klangfilm va establir un estudi a Épinay-sur-Seine prop de París que estava equipat per a la producció de so. Aquest estudi va inaugurar una política de fer pel·lícules de parla francesa a França en lloc d'importar intèrprets francesos per fer versions franceses de pel·lícules a Alemanya. La companyia es va concentrar en produccions de prestigi, i van contractar René Clair per emprendre un dels seus primers projectes francesos amb Sous les toits de Paris. Altres primeres pel·lícules sonores franceses van ser Prix de beauté i L'Âge d'or.

## Producció
René Clair va filmar Sous les toits de Paris a Épinay entre el 2 de gener i el 21 de maraça de 1930. L'escenari de la pel·lícula va ser definit per l'escenografia elaboradament realista però evocadora que Lazare Meerson va idear per representar un carrer de cases parisenques, poblada d'arquetips familiars de la "vida ordinària": els joves nuvis, el carterista, el cantant de carrer. La pel·lícula comença amb un llarg pla de grua (dissenyat pel càmera Georges Périnal) que comença entre els terrats i després baixa pel carrer apropant-se a un grup de persones reunides al voltant d'un cantant, la cançó del qual (la cançó del títol) s'infla a poc a poc a la banda sonora. (Una inversió d'aquest pla posa fi a la pel·lícula.) Aquesta és la primera de moltes maneres en què Clair afirma la seva lleialtat a l'estil i les tècniques del cinema mut alhora que crea un paper distintiu per al nou element sonor. En un altre lloc, una conversa s'interromp amb el tancament d'una porta de vidre i després s'ha de seguir en un espectacle mut; l'hora de la mitjanit s'indica amb el so d'unes tres campanades i la superposició d'un rellotge; i una baralla de ganivets es veu per primera vegada, però no s'escolta perquè un tren que passa ofega tota la resta, i després la continuació de la lluita a la foscor només es transmet pels seus sons fins que els fars d'un cotxe il·luminen l'escena. Aquests dispositius no sols són imaginatius sinó que constitueixen gairebé una sàtira de la pel·lícula sonora.
Entre els altres membres de l'equip de Clair a la pel·lícula hi havia Georges Lacombe com a assistent de direcció i Marcel Carné que s'encarregava de la continuïtat del guió ("secrétaire de plateau"). Durant les últimes setmanes de rodatge, el director d'art Lazare Meerson va contractar un hongarès de 23 anys com a substitut al seu equip, Alexandre Trauner, que va anar va treballar com a dissenyador en moltes pel·lícules franceses importants de les dècades següents.  Sous les toits de Paris va ser la primera de les quatre pel·lícules sonores d'èxit que Clair va fer per a Tobis, totes elles en col·laboració amb Meerson i Périnal. També va ser la sisena i última de les pel·lícules de Clair en la que hi havia l'actor Albert Préjean. Quan es va projectar a París, el cinema va donar a Préjean una estrella en els seus anuncis, cosa que va fer caure els dos homes. Clair va comentar: "Crec que el star system és immoral i injust per a tothom, els artistes i els tècnics, que treballen en un projecte compartit". El futur director de cinema Edmond T. Gréville va aparèixer com a actor en el paper de l'amic d'Albert Louis.
Quan la pel·lícula es va projectar per primera vegada, va començar amb una seqüència de cinc minuts que descriu les relacions dels personatges principals, abans de l'espectacular pla itinerant que baixa dels terrats. En versions posteriors aquesta introducció va desaparèixer, potser reflectint els dubtes de Clair, i es va deixar destacar la simetria de l'inici i el final de la pel·lícula.

## Recepció
La pel·lícula es va presentar per primera vegada al cinema Moulin Rouge de París el 2 de maig de 1930, anunciada com "100% parlant i cantant en francès", però al principi només va tenir un èxit modest al seu propi país. De fet, només aproximadament una quarta part de la pel·lícula es podria qualificar de "parlant", i això pot haver contribuït a la decepció amb la qual va ser rebuda per molts parisencs, desitjosos d'experimentar el nou mitjà. Entre les altres crítiques que van fer els ressenyadors francesos hi havia la lentitud de la narració, la convencionalitat dels personatges i l'èmfasi sistemàtic en el París dels pinxos i l'inframón.
El director de la branca francesa de Tobis, el doctor Henckel, havia donat a Clair total llibertat per fer la pel·lícula, però després de l'estrena de París li va dir a Clair que ara estava clar què pensaven els altres dels seus mètodes, i que en el futur hauria de resignar-se a donar al públic el que volia: imatges parlants que parlessin realment.
Tanmateix, l'agost de 1930 es va organitzar una projecció de gala de la pel·lícula a Berlín, a la qual va assistir Clair, i allà es va saludar com un triomf. La seva circulació als cinemes alemanys va continuar durant diversos mesos. Aquest èxit es va repetir quan la pel·lícula va aparèixer a Nova York i a Londres (ambdues el desembre de 1930), i també va tenir una bona acollida a Tòquio, Xangai, Moscou i Buenos Aires.
Després del seu reconeixement internacional, Sous les Toits de Paris es va estrenar de nou a França i aquesta vegada va tenir un autèntic èxit a casa seva. Els primers defensors de la calidesa i l'encant de la pel·lícula, com Jacques Brunius i Henri-Georges Clouzot, va trobar un major suport, i es va apreciar millor l'originalitat de l'enfocament del so. René Clair va recordar més tard que els beneficis eren tals que el cost de la pel·lícula, que era considerable, es cobria amb els rendiments d'un sol cinema.
Durant la dècada següent, la creació per part de la pel·lícula d'un colorit barri obrer com a escenari i font d'un drama contemporani va trobar ressò en pel·lícules com La Rue sans nom (1934), La Belle Équipe (1936) i Le Crime de monsieur Lange (1936).
Els judicis moderns de la pel·lícula, tot i que reconeixen la seva importància per la seva època, han tendit a trobar-la limitada pel seu retrat nostàlgic de la "gent petita" de París i pel seu "artifici d'estudi"; en paraules d'un crític, tendeix a "sufocar l'interès cinematogràfic amb la pura intel·ligència de la concepció i el domini tècnic de l'execució". Hi ha dubtes en la seva continuïtat i ritme, i incertesa en algunes de les actuacions mentre intenten adaptar-se a la paraula parlada. D'altra banda, les qüestions que Clair estava abordant sobre l'ús adequat del so en un mitjà essencialment visual continuen sent vàlides, i la seva pel·lícula continua sent una enginyosa exploració d'alguns dels les possibles respostes.